# Fletcher Henderson
Fletcher Henderson (Cuthbert, 1897. december 18. – New York, 1952. december 29.) amerikai zongorista, zenekarvezető, hangszerelő, zeneszerző. Az első fekete bőrű zenészekből álló  big bandet 1922-ben ő New Yorkban hozta létre. Horace Henderson testvére volt.

## Pályakép
Középosztálybeli afroamerikai családban született. Apja iskolaigazgató volt, édesanyja tanár. Ő és testvére, Horace tanította zongorázni hat éves korárától. Apja alkalmanként órákig gyakoroltatta. 13 éves korában már szabadon olvasta a kottát.
A korai dzsessztörténet egy igen fontos szereplője volt, az első komoly big band vezetője, hangszerelője és zeneszerzője is. 1923 és 1939 között együttesében olyan nevek vannak, mint Louis Armstrong, Joe Smith, Tommy Ladnier, Rex Stewart, Roy Eldridge, Charlie Green, Jimmy Harrison, Sandy Williams, Buster Bailey, Coleman Hawkins, Ben Webster, Lester Young, Fats Waller, és a fivére: Horace Henderson..., és sokan mások.
Henderson és hangszerelője, Don Redman altszaxofonos írta a partitúrákat úgy, hogy a zene improvizáltként hatott. Amikor a tenorszaxofonos Coleman Hawkins is csatlakozott Hendersonhoz, még tovább emelkedett zenéjük színvonala.
Fletcher Henderson nagyon hatott rám. Mindig arra vágyódtam, hogy az én együttesem úgy szóljon, mint az övé, már amikor nagyzenekarom lesz; és attól a perctől fogva, hogy összejött egy csomó zenészünk, mindig erre törekedtünk.
Van valami bűvöletes Fletcher Henderson szaxofon kórusaiban – ugyanis ez idő tájt Henderson arranzsálta Benny Goodman zenekarát. Lélegző, sóhajtó, lihegő szaxofon-kórus hangzik a leginkább sweetes számokban is.

## Lemezválogatás
- A Study in Frustration, Columbia Records, 1961
- Hocus Pocus, Bluebird Records, 1992
- Tidal Wave, GRP, 1994
- Ken Burns Jazz: Fletcher Henderson, Legacy Records, 2000
- Sweet and Hot, Le Chant du Monde, 2007
- First Impressions 1924–1931 Vol. 1, Decca Records, Jazz Heritage Series, DL 9227
- Swing's the Thing 1931–1934 Vol. 2, Decca Jazz Heritage Series, DL 79228

### Benny Goodman Orchestra (hangszerelés)
- Sing, Sing, Sing (1992) (Bluebird Records/RCA)
- The Harry James Years, Vol. 1 (1993) (Bluebird/RCA)
- The Best of the Big Bands [under Goodman's name] (1933-1946/1989) (Columbia)
- Genius of the Electric Guitar (Recorded under Goodman sextet's name, released under Charlie Christian's name) (1939–1941/1990) (Columbia)

### Songbook
1923
- Charleston Crazy
- Do Doodle Oom
- Down South Blues
- Gulf Coast Blues
- Just Hot
- Old Black Joe's Blues

1924
- Shanghai Shuffle
- Naughty Man
- Sud Bustin Blues
- War Horse Mama

1925
- Chinese Blues
- Clap Hands Here Comes Charly
- Florida Stomp
- Get It Fixed
- Hey Foot Straw Foot
- Nobody's Rose
- Panama
- Peaceful Valley
- Pensacola
- Spanish Shawl
- Sugar Foot Stomp
- TNT

1926
- Black Horse Stomp
- Brotherly Love
- Dinah
- Dynamite
- Hard To Get Gertie
- Hi Diddle Diddle
- Honeybunch
- I Found A New Baby
- I Want Somebody To Cheer Me Up
- I Want To See Some More Of What I Saw In Arkansas
- Let Me Introduce You To My Rosie
- Nervous Charlie Stomp
- Off To Buffalo
- Tampeekoe
- When Spring Comes Peeping Through

1927
- Cornfed
- Have It Ready
- Sensation Rag
- Shufflin Sadie
- Snag It
- Variety Stomp
- St. Louis Shuffle

1928
- I'm Feeling Devilish

1931
- My Sweet Tooth Says I Wanna
- Oh It Looks Like Rain
- Singing The Blues

1932
- I Wanna Count Sheep
- Poor Old Joe
- Sing Sing Sing
- Strangers
- Take Me Away From The River

1934
- Happy as the Day Is Long
- Hocus Pocus
- Liza
- Wrappin It Up

1936
- Knock Knock Who's There